# Queso Saint-Paulin
El Saint Paulin es un queso francés cremoso, suave, semiblando a partir de leche pasteurizada de vaca , fabricado originalmente por monjes trapenses. Es un queso mantecoso, pero lo suficientemente firme como para cortarlo en rodajas. Saint Paulin es similar a Havarti y Esrom, y es adecuado para servir como queso de mesa o de postre; a menudo se sirve con fruta y vino ligero. El genuino Saint Paulin tiene una corteza comestible de color amarillo anaranjado. Se madura en una hogaza redonda con lados ligeramente salientes y madura en unas cuatro semanas.
Primo del Port-Salut, este queso fue elaborado originalmente por monjes trapenses en Saint Paulin. Está elaborado con leche pasteurizada y tiene la corteza lavada. Cuajada, revuelta, escurrida y bañada en salmuera, la corteza tiene un toque de achiote para darle un tinte anaranjado distintivo. Saint Paulin pasa tres semanas en una cámara de maduración. Es un queso sutil, con un toque de dulzor, este sabroso queso tiene un sabor a leche fresca ligeramente acidulada.